# نيكولاس بروسينو
نيكولاس بروسينو (بالإسبانية: Nicolás Brussino) مواليد 2 مارس 1993 في الأرجنتين، هو لاعب كرة سلة أرجنتيني. بدأ مسيرته الاحترافية في سنة 2010. يلعب مع دالاس مافيريكس في الرابطة الوطنية لكرة السلة. يحمل الرقم 9. يبلغ طوله 6 قدم 8 بوصة (2.0 م). مثّل منتخب بلاده. شارك في دورة الألعاب الأولمبية الصيفية سنة 2016. حقق المركز الثاني في بطولة أمم الأمريكتين لكرة السلة 2015.

## المسيرة الاحترافية
لعب مع ريجاتاس كوريينتس في الدوري الأرجنتيني من سنة 2012 إلى 2015، ثم لعب مع بينارول دي مار ديل بلاتا في موسم 2015–2016، ثم لعب مع دالاس مافيريكس في سنة 2016.

## سجل المنافسة
شارك في المنافسات التالية:
- الألعاب الأولمبية الصيفية 2016
- بطولة أمم الأمريكتين لكرة السلة 2015

## الميداليات
| الميدالية | المسابقة                             |
| --------- | ------------------------------------ |
| فضية      | بطولة أمم الأمريكتين لكرة السلة 2015 |

## إحصائيات المسيرة

### الموسم الاعتيادي
| السنة   | الفريق         | لعب | بدأ | دقيقة | ميداني% | ثلاثية | حرة  | ارتداد | صنع | استلاب | تصدي | نقطة |
| ------- | -------------- | --- | --- | ----- | ------- | ------ | ---- | ------ | --- | ------ | ---- | ---- |
| 2016–17 | دالاس مافيريكس | 54  | 2   | 9.6   | .369    | .305   | .773 | 1.7    | .9  | .3     | .1   | 2.8  |
| المسيرة | المسيرة        | 54  | 2   | 9.6   | .369    | .305   | .773 | 1.7    | .9  | .3     | .1   | 2.8  |

## روابط خارجية
- نيكولاس بروسينو على موقع الاتحاد الدولي لكرة السلة (الإنجليزية)
- نيكولاس بروسينو على موقع الدوري الأوروبي لكرة السلة (الإنجليزية)
- نيكولاس بروسينو على موقع إن بي أي (الإنجليزية)
- نيكولاس بروسينو على موقع سبورتس رفرنس (الإنجليزية)
- نيكولاس بروسينو على موقع الدوري الإسباني لكرة السلة (الإسبانية)
- نيكولاس بروسينو على موقع كرة السلة الأوروبية.كوم (الإنجليزية)
- نيكولاس بروسينو على موقع إي إس بي إن.كوم (الإنجليزية)
- نيكولاس بروسينو على موقع ريلجم (الإنجليزية)
- نيكولاس بروسينو على موقع بروبوليرز (الإنجليزية)
- نيكولاس بروسينو على موقع سبورتس رفرنس (الإنجليزية)